# Jean-Marc Girard

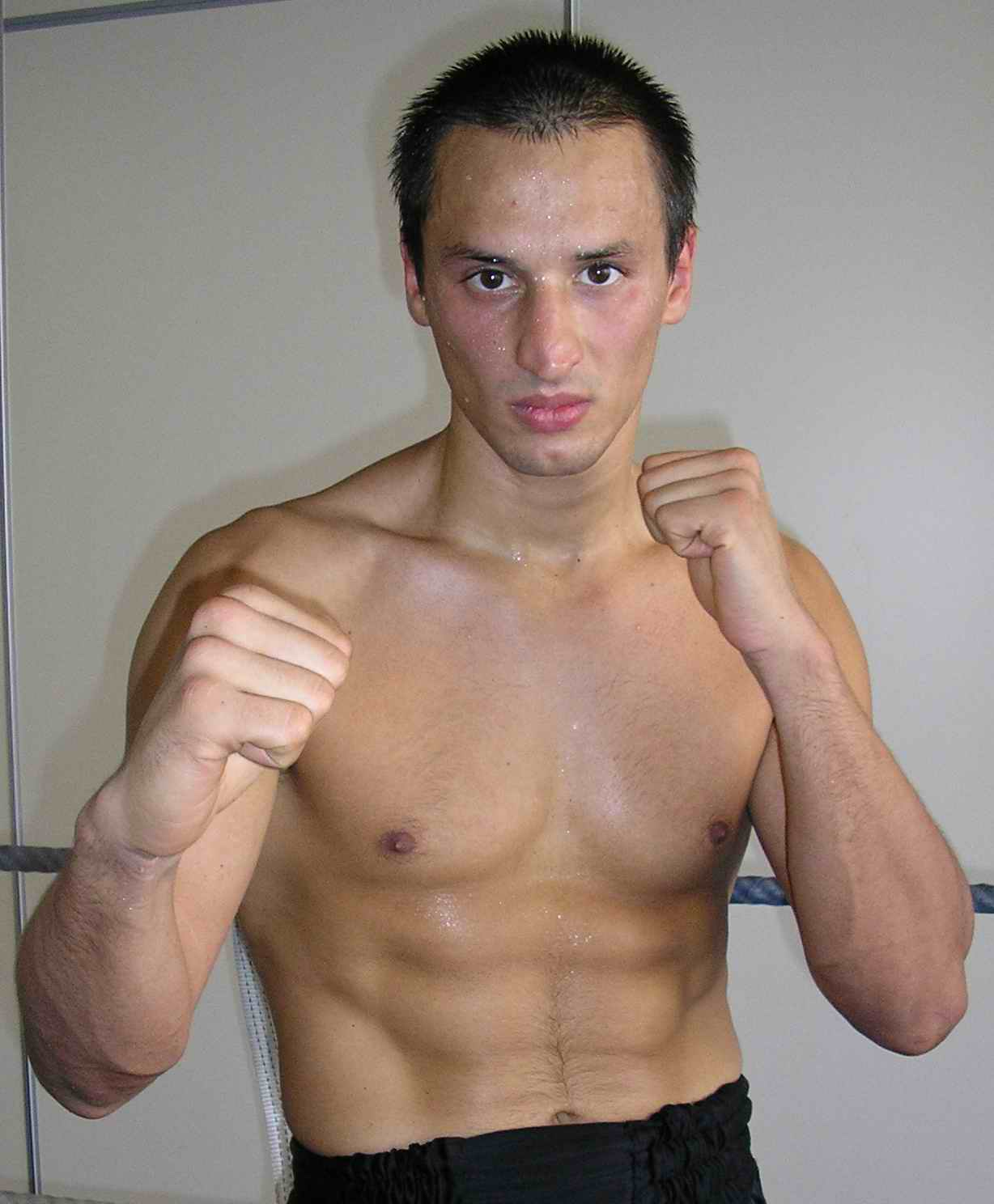
Jean-Marc Girard

Jean-Marc Girard, född 6 juni 1975 i La Tronche, Grenoble, är en fransk kampsportare och fransk mästare i bando. 
Girard inledde sin karriär inom kampsport genom att utöva judo och taekwondo. Efter sin första framgång inom sporten beslöt han sig för att enbart ägna sig åt den burmesiska bandoboxningen. Han har även tävlat i boxningsorganisationerna WKA och ISKA.